# George Logan

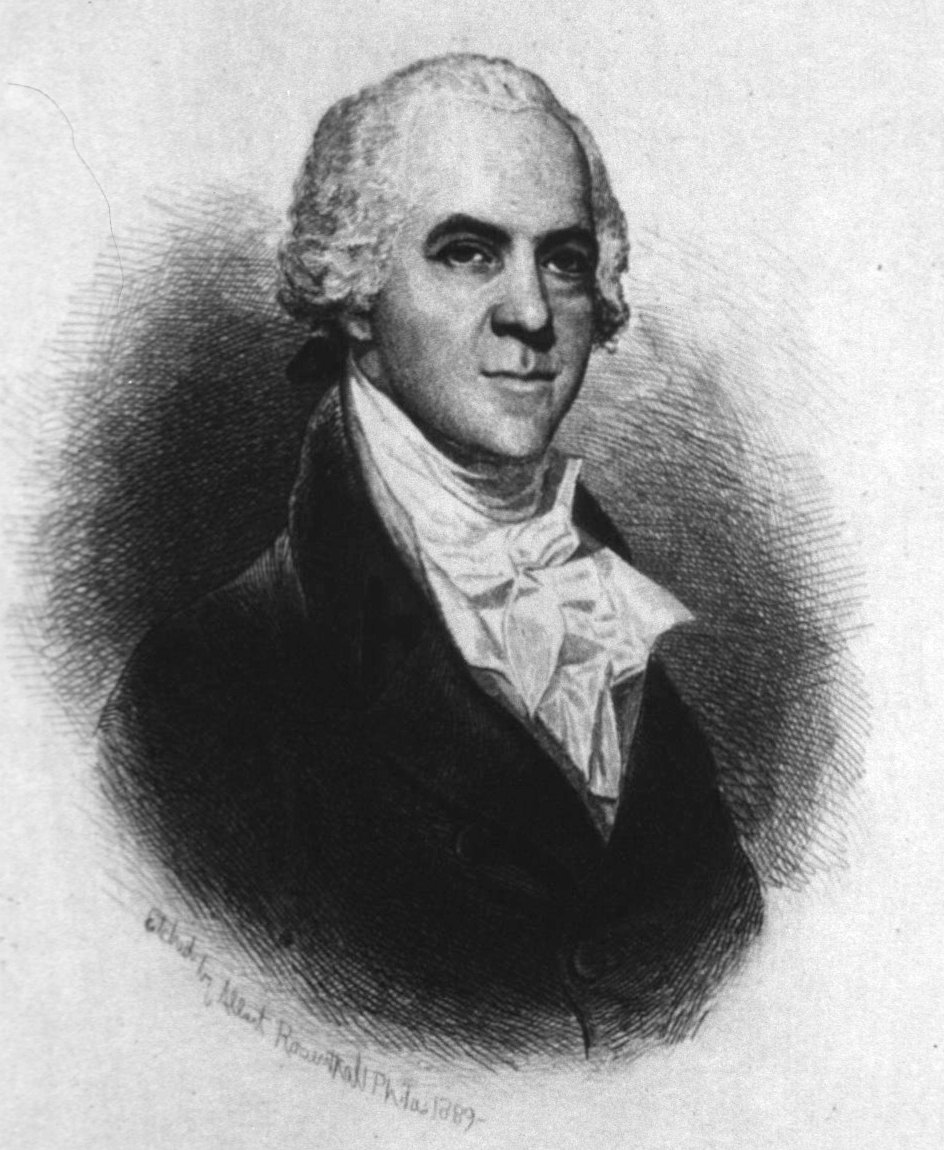
George Logan

George Logan (* 9. September 1753 im Philadelphia County, Provinz Pennsylvania; † 9. April 1821 bei Philadelphia, Pennsylvania) war ein US-amerikanischer Politiker (Demokratisch-Republikanische Partei), der den Bundesstaat Pennsylvania im US-Senat vertrat.
George Logan wurde auf „Stenton“, dem Anwesen seiner Familie nahe Philadelphia, geboren. Er wurde für seine Ausbildung nach England geschickt; nach seiner Rückkehr nach Amerika ging er bei einem Kaufmann in die Lehre. Im Jahr 1779 machte er an der University of Edinburgh in Schottland einen medizinischen Abschluss. Anschließend wurde er im Bereich der Agrarwissenschaften tätig.
Sein erstes politisches Mandat hatte Logan kurz nach dem Ende des Unabhängigkeitskrieges inne, als er von 1785 bis 1789 dem Repräsentantenhaus von Pennsylvania angehörte. In dieser Parlamentskammer saß er erneut von 1795 bis 1796 sowie im Jahr 1799. Er wurde 1798 in inoffizieller Mission nach Frankreich geschickt, wo er Verhandlungen führte, die bessere Beziehungen zwischen beiden Ländern nach sich ziehen sollten. Das Bekanntwerden von Logans Aktivitäten führte außerdem zur Ratifizierung des Logan Act, eines Gesetzes, nach dem es amerikanischen Bürgern untersagt ist, ohne Genehmigung der Regierung Verhandlungen mit ausländischen Mächten zu führen.
Nach dem Rücktritt von US-Senator Peter Muhlenberg wurde George Logan von Gouverneur Thomas McKean zu dessen Nachfolger ernannt. Er nahm sein Mandat im Kongress ab dem 13. Juli 1801 wahr und verblieb nach erfolgreicher Wahl bis zum 3. März 1807 in dieser Parlamentskammer. Auf eine Wiederwahl verzichtete er. Ungeachtet des nach ihm benannten Gesetzes reiste Logan im Jahr 1810 in einer privaten diplomatischen Mission nach Großbritannien, um einen drohenden Krieg zu verhindern. Er war wiederum erfolglos: Zwei Jahre später brach der Britisch-Amerikanische Krieg aus. Der Logan Act wurde allerdings nicht auf ihn angewendet. Er verbrachte seinen Ruhestand mit dem Verfassen mehrerer landwirtschaftlicher Schriften und starb am 9. April 1821 auf dem Anwesen „Stenton“. Die Beisetzung erfolgte auf dem Familienfriedhof in Philadelphia.